# Клан Ніколсон

Емблема (хрест) клану Ніколсон.

Герб вождів клану Ніколсон.

Клан Ніколсон — (шотл. — Clan Nicolson) — один з шотландських рівнинних кланів. Згідно з історичними переказами й записами документів клану, клан Ніколсон бере свій початок від юриста, що жив у місті Единбург у XVI столітті. Цей юрист походить з родини купців, що жили в місті Абердин. У 1980-тих роках герольди Шотландії визнали IV барона Карнока вождем клану Ніколсон. У цей же час інша людина, що походила з острова Скай вимагала визнати саме його вождем клану Ніколсон, бо на острові Скай теж проживав клан з назвою Ніколсон. Герольди Шотландії запропонували цій людині змінити прізвище (і назву клану) на МакНікейл або МакНекайл (гельск. — MacNeacail). У результаті цих суперечок на сьогодні в Шотландії є два клани, що претендують на назву і титули клану Ніколсон — гірський і рівнинний. Але гірський клан прийнято називати МакНікейл.

## Історія клану Ніколсон

### Походження назви клану
Назва клану Ніколсон є англомовна версія назви клану. Означає «син Нікола». Ім'я Нікол є варіантом імені Микола і походить від грецького Νικόλαος — Ніколаос — «переможець людей». Це ім'я вперше з'являється на Британських островах під час норманського завоювання — було дуже поширене в часи середньовіччя в Європі. Вважається, що назва клану з острова Скай — МакНікейл теж походить від імені святого Миколи, але це вже не англійський, а кельтський (гельський) варіант імені.

### Походження клану
Обидва клани — гірський та рівнинний — МакНікейл та Ніколсон мають однакову геральдику. Герб вождів кланів — золотий щит з головами хижих птахів: яструбами для МакНікейл та соколами для Ніколсонів. Але генеалогічних доказів про спільне походження цих двох кланів мало, тому вони вважаються різними кланами. Є версія, що Ніколсони скандинавського походженні і назва клану походить від скандинавського імені Олсен. Крім того в гельській мові слово «нік» (Nic) означає «дочка». Крім того, в Англії, в районах, що були в свій час під владою вікінгів (зокрема в Йоркширі та Тайнсайді) теж поширене прізвище Ніколсон. Деякі нащадки скандинавів прийшли в шотландію під час норманського завоювання Англії і оселилися в Шотландії в часи правління короля Шотландії Давида І.

### Шотландсько-норвезькі війни
У середньовіччі низку островів і територій в Шотландії захопили вікінги. З цим не могли миритися королі Шотландії влада яких міцніла. У ХІІ — ХІІІ століттях спалахували війни шотландців з вікінгами, які завершились перемогою короля Шотландії. Під час однієї з цих війн король Норвегії Хокон IV відправив передовий загін, який очолював Андерс Ніколассен, що був молочним братом короля і одним з головних баронів королівства. Цей загін грабував острів Б'ют до прибуття основного норвезького флоту. Після того як прибув основний норвезький флот, на нього напали шотландці і відбулась битва під Ларгс — норвежці були розбиті. Є легенда, що Андерс Ніколассен після цього був послом до Шотландії і мав завдання укласти мир з Шотландією — договір, що був укладений в місті Перт. Згідно з цим договором острови навколо Шотландії перейшли під владу короля Шотландії.

### XVI–XVII століття
Перекази клану Ніколсон стверджують, що клан походить від Джеймса Ніколсона — юриста з Единбурга, що помер у 1580 році. Його предками були жителі міста Абердин — про них відомо з повідомлень XV століття. Джеймс Ніколсон мав двох синів — Джона та Джеймса. Джеймс Ніколсон став церковним діячем і став головою церковної асамблеї Шотландії у 1595 році. У 1606 році він став єпископом Данкельда. Помер він у 1607 році. Джон Ніколсон — старший брат — придбав землі Лассуейд від Сінклера з Драйден у 1592 році. У 1629 році його син став баронетом Нової Шотландії. Його онук став комісаром шотландського парламенту від Единбургу в 1672 році.

### ХІХ— ХХ століття
Останній прямий нащадок вождів клану Ніколсон помер у 1826 році. Титул перейшов до іншої лінії, яка була споріднена з єпископом Данкельда. Титул барона Карнока успадкував генерал-майор сер Вільям Ніколсон, що був єдиним сином Джорджа Ніколсона Тарвістонського. Він бував в Америці, Індії, Ірландії, на острові Маврикій. Помер у 1820 році. Успадкував йому його син — адмірал сер Фредерік Ніколсон. У 1879 році старший син адмірала — Фредерік Ніколсон був вбитий в Африці під час війни з зулусами. Титул успадкував його другий син — Артур Ніколсон. У червні 1916 року Артур Ніколсон був визнаний бароном Карнок. У 1980 році Девід Ніколсон — IV барон Карнок був визнаний вождем клану Ніколсон. Підставою для цього було те, що він є безпосереднім нащадком Джона Ніколсона — І барона Лассуейда (помер у 1651 році). На сьогодні посада вождя клану Ніколсон є вакантною, хоча V барон Карнок — Адам Ніколсон має на цю посаду всі законні права.